# Emil Hirsch
Emil Gustav Hirsch est un rabbin du judaïsme réformé né le 22 mai 1851 au Luxembourg et mort le 7 janvier 1923  à Chicago dans l'Illinois.